# Постельс, Фёдор Фёдорович
Фёдор Фёдорович фон Постельс (Theodore de Postels, также встречаются варианты Фридрих Фридрихович фон Постельс и Фридрих Август Постельс, 5 апреля 1873, Санкт-Петербург — 5 мая 1960, Нью-Йорк) — русский и американский архитектор, автор ряда жилых и промышленных зданий, живописец, график, иллюстратор, преподаватель, автор трудов по перспективе, общественный деятель. Яркий представитель петербургского модерна.

## Биография
Родился в Санкт-Петербурге в лютеранской семье действительного статского советника, директора Лесного института Фёдора Александровича (Фридриха Христиана Александра фон) Постельса и его жены Анны-Софии-Вильгельмины, урождённой Иверсен. Дед — известный русский учёный Александр Филиппович Постельс.
В 1883—1893 годах учился в гимназии К. Мая. В 1893 году поступил в Высшее художественное училище при Императорской Академии художеств, где учился в мастерской профессора архитектуры Л. Н. Бенуа. После окончания Академии Художеств (в 1900 году) вел большую проектно-строительную деятельность в Санкт-Петербурге, Москве и других городах (около сотни зданий, генеральных планов). Состоял архитектором при Обществе поощрения рысистого коннозаводства, Совете детских приютов, заводе К. П. Моргана, Товариществе холодильников «Унион».
Занимался также проектированием интерьеров, каминов. В частности, в настоящее время известны: камин, в 2011 году установленный в вестибюле павильона «Нижняя ванна» (Екатерининский парк Царского Села), монохромная изразцовая печь в «Бывшем доме капеллана» в Порвоо (Финляндия) и изразцовая печь в стиле модерн в доме эмира Бухарского (Каменноостровский проспект, д. № 44Б) в Санкт-Петербурге. Все они изготовлены в 1913 году на Ракколаниокском гончарном заводе.
В 1910 году коллежский асессор Ф. Ф. фон Постельс, а также его жена и дети были признаны в потомственном дворянском достоинстве с правом на внесение в третью часть Дворянской родословной книги (по полученному 27 марта 1877 года отцом Ф. Ф. фон Постельса чину действительного статского советника), а также получили личный герб, внесённый в Общий гербовник (ОГ, XIX, 130).
После революции, в 1918 году семья Постельсов покинула Петроград. Ф. Ф. фон Постельс переехал в Крым, где пытался работать по специальности. Был одним из учредителей Общества по исследованию возможностей развития санаторно-курортных зданий в Крыму и на Кавказе. Затем уехал в Швейцарию, где жила его сестра Магдалина и куда уже переехали его жена и дети. Вскоре всё семейство эмигрировало в США.

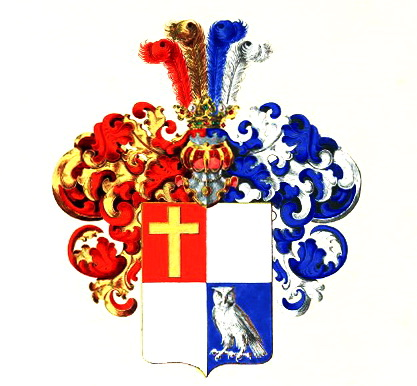
Герб Постельсов

С 1920 года Ф. Ф. фон Постельс жил в Нью-Йорке. В первые годы работал художником и иллюстратором проектов зданий в студии Г. Чандлера. Иллюстрировал художественную литературу для нью-йоркских и парижских изданий, участвовал в выставках в Нью-Йорке. В 1923 году открыл собственную студию художественных иллюстраций «Studio of Theodore A. de Postels», которая успешно работала до начала Великой депрессии. При студии существовали архив, библиотека и общедоступный читальный зал. В 1945 году студия вновь открылась и работала до 1954 года.
В 1931—1945 годах преподавал черчение, теорию перспективы, художественный рисунок, архитектурную графику, работал в общественных учреждениях Нью-Йорка в качестве рисовальщика и архитектора-консультанта. В этот период состоялась выставка работ Ф. фон Постельса в зале Архитектурной лиги (1938), также он получил нескольких патентов как изобретатель инструментов для вычерчивания перспективных изображений.
Работы Постельса экспонировались на выставках, публиковались в архитектурных журналах, в энциклопедии «Britannica» (раздел «Архитектурное представление»). Также он подготовил альбомы с образцами собственной архитектурной графики, репродукциями художественных работ («Синий альбом» для Русского культурно-исторического музея в Збраславе, 1936; «Зеленый альбом» для Общества охранения русских культурных ценностей в Париже, конец 1940-х; «Белый альбом» для Музея-архива русской культуры при Русском центре в Сан-Франциско).
Составитель руководства по черчению букв и надписей «Architectural and Engineering Lettering» и руководства «Основы перспективы» («Fundamentals of Perspective»), которое выдержало три переиздания и было переведено на несколько языков. Член Объединения русских архитекторов в Праге. Деятельный участник общественной и культурной жизни Русского Зарубежья. Много лет возглавлял II отделение Союза ревнителей памяти императора Николая II, был почетным членом правления и представителем в США Общества охранения русских культурных ценностей, которое организовал в Париже в 1946 году Д. П. Рябушинский. Член объединения «Американский институт архитекторов».
Умер 5 мая 1960 года в Нью-Йорке.
Жена — Мелани Елена Вильгельмина (Мелания Иосифовна) де (фон) Постельс, урожд. Тромберг. Дети: Елена (Эллен Магдалина) (1902 — ?), Герберт Оскар Александр (?), Роберт Николай Ганс (1909 — 6 января 1964), Леопольд Георгий Сидней Фридрих (1910 — ?). Роберт де Постельс получил известность в США в качестве художника и иллюстратора.

## Постройки в Санкт-Петербурге
| Дата постройки   | Адрес                                                                                  | Описание                                                                                   | Примечание | Изображение                                 | Статус                                                  |
| ---------------- | -------------------------------------------------------------------------------------- | ------------------------------------------------------------------------------------------ | --- | ------------------------------------------- | ------------------------------------------------------- |
| 1900-е           | Каменноостровский проспект, д. № 55 / улица Профессора Попова, д. № 29                 | Деревянные корпуса для Императорского Человеколюбивого общества                            | |                                             | Не сохранились                                          |
| 1901—1902        | Адмиралтейская набережная                                                              | Пристань Финляндского пароходства                                                          | | Пристань, фото 1907 года                    | Не сохранилась                                          |
| 1903             | Конногвардейский переулок, д. № 4 / улица Якубовича, д. № 24                           | Здание Сарептского евангелического братства гернгутеров                                    | Внутренняя перепланировка | Здание Сарептского евангелического братства |                                                         |
| 1904—1905        | Большая Зеленина улица, д. 28                                                          | Доходный дом герцога Лейхтенбергского                                                      | Мозаичный фриз на фасаде сделан по эскизам художника-архитектора С. Т. Шелкового в мастерской мозаичиста В. А. Фролова. Фасад отреставрирован в 2007 году | Большая Зеленина улица, дом № 28            | Объект культурного наследия № 7831500000 ·              |
| 1905             | Басков переулок, д. № 5                                                                | Доходный дом А. И. Ерошенко                                                                | | Басков переулок, дом № 5                    | Объект культурного наследия № 7831740000 ·              |
| 1906—1907        | 2-я линия В. О., д. № 29                                                               | Доходный дом И. Ф. Смирнова (А. П. Киселёва)                                               | | Доходный дом И. Ф. Смирнова                 | Объект культурного наследия № 7830507000 ·              |
| 1907             | 3-я линия В. О., д. № 18                                                               | Доходный дом А. А. Курбатова                                                               | Надстройка, изменение фасада | Доходный дом А. А. Курбатова                |                                                         |
| 1908             | улица Шкапина, д. № 43-45                                                              | Склады-холодильники торгового дома «Бр. Вестей» (Товарищества склада-холодильника «Унион») | | Шкапина 43-45                               | Снесены в июле 2021 года                                |
| 1908—1910        | Театральная аллея, д. № 3 (4)                                                          | Дача Ф. Ф. фон Постельса                                                                   | Находится на закрытой территории, возможно, утрачена |                                             | Объект культурного наследия № 7802237000 ·              |
| 1909             | Набережная реки Крестовки, д. № 8-12                                                   | Дача Л. Чинизелли (на территории усадьбы графини М. Э. Клейнмихель)                        | Разобрана в 1978 году, реконструирована в 2007 году | Дача Л. Чинизелли                           | Объект культурного наследия № 7802225000 ·              |
| 1909             | Эсперов переулок, д. № 4                                                               | Дом гимнастического общества «Пальма»                                                      | |                                             | Не сохранился                                           |
| 1909—1915        | Зеленков переулок, д. № 1 / улица Смолячкова, д. № 4а (6) / Ловизский переулок, д. № 2 | Корпус тигельного завода К. П. Моргана                                                     | | Корпус в 2015 году                          | Снесен в 2013 году с частичным сохранением внешних стен |
| 1909—1915        | Зеленков переулок, д. № 6 / Выборгская набережная, д. № 41                             | Корпус тигельного завода К. П. Моргана                                                     | | Корпус — слева                              |                                                         |
| 1909, 1911, 1914 | Зеленков переулок, д. № 9 (современный адрес — д. № 7а литера 3)                       | Особняк Выборгской бумагопрядильни Г. Смалла                                               | Расширение | Зеленков пер 9 (7а)                         |                                                         |
| 1910             | Сестрорецк, набережная р. Сестры, д. № 51а                                             | Дача Д. М. Цвета                                                                           | | Дача Д. М. Цвета в 1910 году                | · — сгорела в 2009 году                                 |
| 1911—1915        | улица Чехова, д. № 4                                                                   | Доходный дом (два дворовых корпуса)                                                        | | ул. Чехова, д. 4, дворовый корпус           |                                                         |

## Труды
- Theodore de Postels. Fundamentals of Perspective. Publisher: Reinhold; Chapman & Hall; (1942) 2nd enlarged ed edition (1951) ASIN B0000CHXA3